# Шістнадцятий кілометр
Шістнадцятий кілометр (рос. Шестнадцатый километр) — селище залізничної станції у Всеволожському районі Ленінградської області Російської Федерації.
Населення становить 2 особи. Належить до муніципального утворення Колтушське сільське поселення.

## Історія
Від 1 серпня 1927 року належить до Ленінградської області.

## Населення
| 2007 | 2010 | 2017 |
| ---- | ---- | ---- |
| 4    | ↘0   | ↗2   |